# Eudonia octophora
Eudonia octophora là một loài bướm đêm thuộc họ Crambidae. Nó được tìm thấy ở New Zealand.

## Hình ảnh

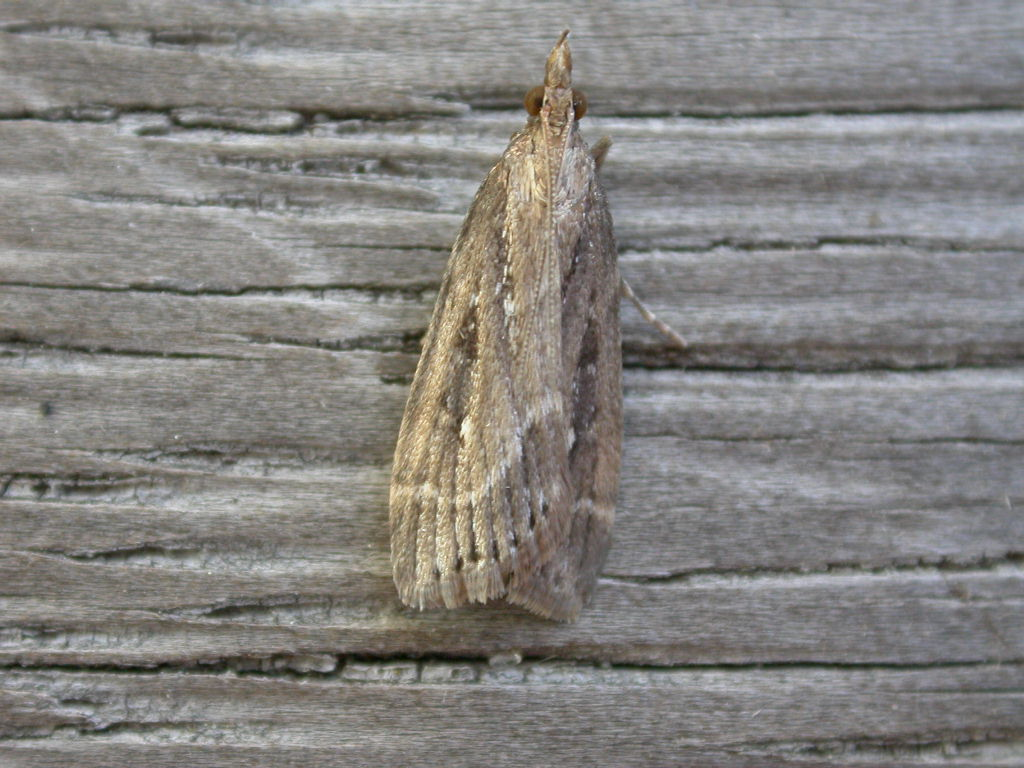